# تیم ملی والیبال زنان گرجستان
تیم ملی والیبال زنان گرجستان (انگلیسی: Georgia women's national volleyball team) تیم ملی والیبال مختص زنان گرجستان است که به عنوان نماینده گرجستان در رقابت‌های رسمی و دوستانه با حریفان به رقابت می‌پردازند.

## نتایج

### مسابقات قهرمانی اروپا
قهرمان   نایب قهرمان   مقام سوم   مقام چهارم
| مسابقات قهرمانی والیبال زنان اروپا | مسابقات قهرمانی والیبال زنان اروپا | مسابقات قهرمانی والیبال زنان اروپا | مسابقات قهرمانی والیبال زنان اروپا | مسابقات قهرمانی والیبال زنان اروپا | مسابقات قهرمانی والیبال زنان اروپا | مسابقات قهرمانی والیبال زنان اروپا | مسابقات قهرمانی والیبال زنان اروپا | مسابقات قهرمانی والیبال زنان اروپا |                        |
| سال                                | دور                                | مکان                               | بازی                               | برد                                | باخت                               | ست برد                             | ست باخته                           | ترکیب تیم                          |                        |
| ---------------------------------- | ---------------------------------- | ---------------------------------- | ---------------------------------- | ---------------------------------- | ---------------------------------- | ---------------------------------- | ---------------------------------- | ---------------------------------- | ---------------------- |
| ۱۹۴۹–۱۹۹۱                          | بخشی از اتحاد جماهیر شوروی         | بخشی از اتحاد جماهیر شوروی         | بخشی از اتحاد جماهیر شوروی         | بخشی از اتحاد جماهیر شوروی         | بخشی از اتحاد جماهیر شوروی         | بخشی از اتحاد جماهیر شوروی         | بخشی از اتحاد جماهیر شوروی         | بخشی از اتحاد جماهیر شوروی         |                        |
| 1993                               | شرکت نکرد یا راه نیافت             | شرکت نکرد یا راه نیافت             | شرکت نکرد یا راه نیافت             | شرکت نکرد یا راه نیافت             | شرکت نکرد یا راه نیافت             | شرکت نکرد یا راه نیافت             | شرکت نکرد یا راه نیافت             | شرکت نکرد یا راه نیافت             | شرکت نکرد یا راه نیافت |
| 1995                               | شرکت نکرد یا راه نیافت             | شرکت نکرد یا راه نیافت             | شرکت نکرد یا راه نیافت             | شرکت نکرد یا راه نیافت             | شرکت نکرد یا راه نیافت             | شرکت نکرد یا راه نیافت             | شرکت نکرد یا راه نیافت             | شرکت نکرد یا راه نیافت             | شرکت نکرد یا راه نیافت |
| 1997                               | شرکت نکرد یا راه نیافت             | شرکت نکرد یا راه نیافت             | شرکت نکرد یا راه نیافت             | شرکت نکرد یا راه نیافت             | شرکت نکرد یا راه نیافت             | شرکت نکرد یا راه نیافت             | شرکت نکرد یا راه نیافت             | شرکت نکرد یا راه نیافت             | شرکت نکرد یا راه نیافت |
| 1999                               | شرکت نکرد یا راه نیافت             | شرکت نکرد یا راه نیافت             | شرکت نکرد یا راه نیافت             | شرکت نکرد یا راه نیافت             | شرکت نکرد یا راه نیافت             | شرکت نکرد یا راه نیافت             | شرکت نکرد یا راه نیافت             | شرکت نکرد یا راه نیافت             | شرکت نکرد یا راه نیافت |
| 2001                               | شرکت نکرد یا راه نیافت             | شرکت نکرد یا راه نیافت             | شرکت نکرد یا راه نیافت             | شرکت نکرد یا راه نیافت             | شرکت نکرد یا راه نیافت             | شرکت نکرد یا راه نیافت             | شرکت نکرد یا راه نیافت             | شرکت نکرد یا راه نیافت             | شرکت نکرد یا راه نیافت |
| 2003                               | شرکت نکرد یا راه نیافت             | شرکت نکرد یا راه نیافت             | شرکت نکرد یا راه نیافت             | شرکت نکرد یا راه نیافت             | شرکت نکرد یا راه نیافت             | شرکت نکرد یا راه نیافت             | شرکت نکرد یا راه نیافت             | شرکت نکرد یا راه نیافت             | شرکت نکرد یا راه نیافت |
| 2005                               | شرکت نکرد یا راه نیافت             | شرکت نکرد یا راه نیافت             | شرکت نکرد یا راه نیافت             | شرکت نکرد یا راه نیافت             | شرکت نکرد یا راه نیافت             | شرکت نکرد یا راه نیافت             | شرکت نکرد یا راه نیافت             | شرکت نکرد یا راه نیافت             | شرکت نکرد یا راه نیافت |
| / 2007                             | شرکت نکرد یا راه نیافت             | شرکت نکرد یا راه نیافت             | شرکت نکرد یا راه نیافت             | شرکت نکرد یا راه نیافت             | شرکت نکرد یا راه نیافت             | شرکت نکرد یا راه نیافت             | شرکت نکرد یا راه نیافت             | شرکت نکرد یا راه نیافت             | شرکت نکرد یا راه نیافت |
| 2009                               | شرکت نکرد یا راه نیافت             | شرکت نکرد یا راه نیافت             | شرکت نکرد یا راه نیافت             | شرکت نکرد یا راه نیافت             | شرکت نکرد یا راه نیافت             | شرکت نکرد یا راه نیافت             | شرکت نکرد یا راه نیافت             | شرکت نکرد یا راه نیافت             | شرکت نکرد یا راه نیافت |
| / 2011                             | شرکت نکرد یا راه نیافت             | شرکت نکرد یا راه نیافت             | شرکت نکرد یا راه نیافت             | شرکت نکرد یا راه نیافت             | شرکت نکرد یا راه نیافت             | شرکت نکرد یا راه نیافت             | شرکت نکرد یا راه نیافت             | شرکت نکرد یا راه نیافت             | شرکت نکرد یا راه نیافت |
| / 2013                             | شرکت نکرد یا راه نیافت             | شرکت نکرد یا راه نیافت             | شرکت نکرد یا راه نیافت             | شرکت نکرد یا راه نیافت             | شرکت نکرد یا راه نیافت             | شرکت نکرد یا راه نیافت             | شرکت نکرد یا راه نیافت             | شرکت نکرد یا راه نیافت             | شرکت نکرد یا راه نیافت |
| / 2015                             | شرکت نکرد یا راه نیافت             | شرکت نکرد یا راه نیافت             | شرکت نکرد یا راه نیافت             | شرکت نکرد یا راه نیافت             | شرکت نکرد یا راه نیافت             | شرکت نکرد یا راه نیافت             | شرکت نکرد یا راه نیافت             | شرکت نکرد یا راه نیافت             | شرکت نکرد یا راه نیافت |
| / 2017                             | مرحله گروهی                        | ۱۶ام                               | ۳                                  | ۰                                  | ۳                                  | ۱                                  | ۹                                  | Squad                              |                        |
| مجموعاً                             | ۰ عنوان                            | ۱/۱۳                               | ۳                                  | ۰                                  | ۳                                  | ۱                                  | ۹                                  | —                                  |                        |

### لیگ والیبال اروپا
قهرمان   نایب قهرمان   مقام سوم   مقام چهارم
| European League record | European League record | European League record | European League record | European League record | European League record | European League record | European League record | European League record | European League record |
| سال                    | دور                    | مکان                   | بازی                   | برد                    | باخت                   | ست برده                | ست باخته               | ترکیب تیم              |                        |
| ---------------------- | ---------------------- | ---------------------- | ---------------------- | ---------------------- | ---------------------- | ---------------------- | ---------------------- | ---------------------- | ---------------------- |
| ۲۰۰۹                   | شرکت نکرد              | شرکت نکرد              | شرکت نکرد              | شرکت نکرد              | شرکت نکرد              | شرکت نکرد              | شرکت نکرد              | شرکت نکرد              |                        |
| ۲۰۱۰                   | شرکت نکرد              | شرکت نکرد              | شرکت نکرد              | شرکت نکرد              | شرکت نکرد              | شرکت نکرد              | شرکت نکرد              | شرکت نکرد              |                        |
| ۲۰۱۱                   | شرکت نکرد              | شرکت نکرد              | شرکت نکرد              | شرکت نکرد              | شرکت نکرد              | شرکت نکرد              | شرکت نکرد              | شرکت نکرد              |                        |
| ۲۰۱۲                   | شرکت نکرد              | شرکت نکرد              | شرکت نکرد              | شرکت نکرد              | شرکت نکرد              | شرکت نکرد              | شرکت نکرد              | شرکت نکرد              |                        |
| ۲۰۱۳                   | شرکت نکرد              | شرکت نکرد              | شرکت نکرد              | شرکت نکرد              | شرکت نکرد              | شرکت نکرد              | شرکت نکرد              | شرکت نکرد              |                        |
| ۲۰۱۴                   | شرکت نکرد              | شرکت نکرد              | شرکت نکرد              | شرکت نکرد              | شرکت نکرد              | شرکت نکرد              | شرکت نکرد              | شرکت نکرد              |                        |
| ۲۰۱۵                   | مرحله گروهی            | ۶ام                    | ۱۰                     | ۰                      | ۱۰                     | ۳                      | ۳۰                     | Squad                  |                        |
| ۲۰۱۶                   | شرکت نکرد              | شرکت نکرد              | شرکت نکرد              | شرکت نکرد              | شرکت نکرد              | شرکت نکرد              | شرکت نکرد              | شرکت نکرد              |                        |
| ۲۰۱۷                   | مرحله گروهی            | ۱۲ام                   | ۶                      | ۰                      | ۶                      | ۱                      | ۱۸                     | Squad                  |                        |
| مجموعاً                 | ۰ عنوان                | ۲/۹                    | ۱۶                     | ۰                      | ۱۶                     | ۴                      | ۴۸                     | —                      |                        |